# 羊楼司镇
羊楼司镇，中华人民共和国湖南省岳阳市临湘市下属的一个镇，位于临湘市东部，北濒长江。京广铁路、京珠高速、107国道经过镇区。

## 建制沿革
- 1956年，为羊楼司乡；
- 1958年，属羊楼司公社；
- 1961年，析出文白公社；
- 1981年，析出羊楼司镇；
- 1984年，羊楼司公社改羊楼司乡，旋即乡镇合并组建新的羊楼司镇。
- 2009年，乡镇再次合并，把原龙源乡、文白乡合并进来，组建新的羊楼司镇。

## 行政区划
羊楼司镇下辖4个居委会和37个行政村：
- 尖山居委会、中洲居委会、梧桐居委会、定子塘居委会
- 大前村、小港村、高丰村、三港村、新和村、双山村、油铺村、黄金村、金鸡村、黄沙村、七里冲村、五爱村、新生村、石必村、水田村、新屋村、罗形村、白里村、如斯村、如雅村、毛畈村、砖屋村、雅团村、柘庄村、清正村、桃树村、友爱村、中和村、横溪村、东里村、文白村、龙源村、马坳村、明星村、幸福村、梅池村、四合村